# Station Beveren (Roeselare)
Het station Beveren (Roeselare) is een voormalig spoorwegstation langs spoorlijn 66 (Brugge - Kortrijk) in Beveren, een deelgemeente van de stad Roeselare. Het station werd begin jaren 50 afgebroken. Nadat er een vestiging van MBLE (later Philips - Visay) werd ingepland, werd ten behoeve van het daar werkzame personeel een halte ingericht en afgestemd op de diensturen van het bedrijf. In 1984 werd deze halte gesloten.

## Aantal instappende reizigers
De grafiek en tabel geven het gemiddeld aantal instappende reizigers weer op een week-, zater- en zondag.
| Tabel: aantal instappende reizigers station Beveren (Roeselare) | Tabel: aantal instappende reizigers station Beveren (Roeselare) | Tabel: aantal instappende reizigers station Beveren (Roeselare) | Tabel: aantal instappende reizigers station Beveren (Roeselare) |
|                                                                 | Weekdag                                                         | Zaterdag                                                        | Zondag                                                          |
| --------------------------------------------------------------- | --------------------------------------------------------------- | --------------------------------------------------------------- | --------------------------------------------------------------- |
| 1977                                                            | 102                                                             | 0                                                               | 0                                                               |
| 1978                                                            | 122                                                             | 0                                                               | 0                                                               |
| 1979                                                            | 54                                                              | 0                                                               | 0                                                               |
| 1980                                                            | 48                                                              | 0                                                               | 0                                                               |
| 1981                                                            | 65                                                              | 0                                                               | 0                                                               |
| 1982                                                            | 62                                                              | 0                                                               | 0                                                               |
| 1983                                                            | 84                                                              | 0                                                               | 0                                                               |

0: Brugge ·
3,2: Sint-Michiels ·
7,2: Loppem ·
10,8: Zedelgem ·
12,9: Veldegem ·
18,9: Torhout ·
23,7: Lichtervelde ·
27,1: Gits ·
29,7: Beveren (Roeselare) ·
32,4: Roeselare ·
34,8: Rumbeke ·
36,7: Kachtem ·
39,3: Izegem ·
42,4: Ingelmunster ·
45,6: Lendelede ·
47,2: Sint-Katerine ·
50,2: Heule ·
51,0: Heule-Leiaarde ·
54,5: Kortrijk